# Jugoslaviens damlandslag i basket
Jugoslaviens damlandslag i basket representerade det tidigare Jugoslavien i basket på damsidan. Laget tog silver i Europamästerskapet 1968, Europamästerskapet 1978, Europamästerskapet 1987 och Europamästerskapet 1991. samt brons 1970 och Europamästerskapet 1980.
Laget tog även silver i världsmästerskapet 1990. samt olympiskt silver 1988. och olympiskt brons 1980.

### Fotnoter
1. ↑  Todor Krastev (14 mars 1968). ”Women Basketball European Championship 1968 Sicilia (ITA) - 05-15.07 Winner Soviet Union” (på engelska). Sport Statistics. Arkiverad från originalet den 4 juli 2015. https://web.archive.org/web/20150704002550/http://todor66.com/basketball/Europe/Women_1968.html. Läst 17 juni 2015.
2. ↑  Todor Krastev (14 mars 1978). ”Women Basketball European Championship 1978 Poland - 20-30.05 Winner Soviet Union” (på engelska). Sport Statistics. Arkiverad från originalet den 24 maj 2012. https://web.archive.org/web/20120524142342/http://todor66.com/basketball/Europe/Women_1978.html. Läst 17 juni 2015.
3. ↑  Todor Krastev (14 mars 1987). ”Women Basketball European Championship 1987 Spain - 04-11.09 Winner Soviet Union” (på engelska). Sport Statistics. Arkiverad från originalet den 24 maj 2012. https://web.archive.org/web/20120524142332/http://todor66.com/basketball/Europe/Women_1987.html. Läst 17 juni 2015.
4. ↑  Todor Krastev (14 mars 1991). ”Women Basketball European Championship 1991 Tel Aviv (ISR) - 12-17.06 Winner Soviet Union” (på engelska). Sport Statistics. Arkiverad från originalet den 28 maj 2012. https://web.archive.org/web/20120528084632/http://todor66.com/basketball/Europe/Women_1991.html. Läst 17 juni 2015.
5. ↑  Todor Krastev (14 mars 1970). ”Women Basketball European Championship 1970 Rotterdam, Leeuwarden (NED) - 11-19.09 Winner Soviet Union” (på engelska). Sport Statistics. Arkiverad från originalet den 20 september 2015. https://web.archive.org/web/20150920054307/http://todor66.com/basketball/Europe/Women_1970.html. Läst 17 juni 2015.
6. ↑  Todor Krastev (14 mars 1980). ”Women Basketball European Championship 1980 Yugoslavia - 19-28.09 Winner Soviet Union” (på engelska). Sport Statistics. Arkiverad från originalet den 4 juli 2015. https://web.archive.org/web/20150704013550/http://todor66.com/basketball/Europe/Women_1980.html. Läst 17 juni 2015.
7. ↑  Todor Krastev (14 mars 1990). ”Women Basketball World Championship 1990 Kuala Lumpur (MAL) - 12-22.07 Winner United States” (på engelska). Sport Statistics. Arkiverad från originalet den 3 juli 2015. https://web.archive.org/web/20150703220754/http://todor66.com/basketball/World/Women_1990.html. Läst 17 juni 2015.
8. ↑  Todor Krastev (14 mars 1988). ”Women Olympic Games Seoul 1988 (KOR) - 19-29.09 Winner United States” (på engelska). Sport Statistics. Arkiverad från originalet den 25 maj 2012. https://web.archive.org/web/20120525161628/http://www.todor66.com/basketball/Olympic/Women_1988.html. Läst 17 juni 2015.
9. ↑  Todor Krastev (14 mars 1980). ”Women Basketball Olympic Games Moskva (URS) 1980 - 20-30.07 Winner Soviet Union” (på engelska). Sport Statistics. Arkiverad från originalet den 25 maj 2012. https://web.archive.org/web/20120525161504/http://www.todor66.com/basketball/Olympic/Women_1980.html. Läst 17 juni 2015.